# Natangis
Els natangis o notangis (en prussià: Notangi; en lituà: Notangai; en alemany: Natanger) fou un dels onze grups tribals que habitaren la regió de Prússia. El seu territori, anomenat Natàngia, correspon en l'actualitat a la zona sud de la província russa de Kaliningrad, que limita amb Polònia.
Es creu que al segle xiii, quan els cavallers teutons iniciaren la croada contra els prussians, devien haver unes 15.000 persones habitant a Natàngia. El seu idioma, el prussià antic, part de les llengües bàltiques, s'extingí quan foren assimilats per la cultura polonesa.

## Territori
Els natangis habitaren un territori delimitat entre el riu Pregel (Pregolya) i el seu afluent el Łyna. Els seus veïns al nord eren els sambis, a l'est els nadruvis, al sud els bartis i a l'oest els varmis.

## Història
Els natangis són esmentats per primera vegada el 1238, en el document signat entre l'Orde Teutònic i el duc Swietopelk II de Pomerània. El Tractat de Christburg, de començaments del 1249, que garantia la llibertat als nous conversos al cristianisme, incloïa els natangis. Tanmateix, aquest tractat fracassà en resoldre les causes de fons del conflicte i els natangis massacraren 54 cavallers teutons en la batalla de Krücken el novembre del 1249. Però la seva victòria fou de curta durada, perquè els teutons recuperaren la seva fortalesa dos anys més tard i continuaren amb la croada. El 1255 construïren un castell en la desembocadura del Pregel, que anomenaren Königsberg, en la riba dreta de la frontera entre Natàngia i Sàmbia.
Durant la gran revolta prussiana (1260-1274), els natangis escolliren com a cap a Herkus Monte, que havia estat educat a Alemanya. Al començament Herkus reeixí en les seves campanyes i derrotà els teutons en la batalla de Pokarwis i la de Lubawa. Els rebels, però, foren incapaços de capturar els castells de mons construïts pels teutons. Herkus, que havia estat un dels generals més destacats dels prussians, fou capturat i penjat el 1273. Els nobles natangis es sotmeteren als teutons, els quals els prometeren privilegis i continuar tenint un lloc destacat en l'escala social. Alguns natangis, encapçalats per Sabynas i Stanta, es revoltaren per darrera vegada l'any 1295.
Quan els alemanys colonitzaren la zona, els natangis conservaren el seu idioma i costums fins al segle xvii. En el segle següent la seva identitat es perdé progressivament, mesclats entre els alemanys, però encara que la seva llengua i costums s'havia perdut el 1945 encara hi havia persones que es definien com a natangis. El diari local de Landsberg (Górowo Iławeckie), publicat després del 1919, s'anomenà "Natanger Zeitung" (Diari de Natàngia).